# プラス・マイナス・システム
プラス・マイナス・システム（Plus/Minus System）とは、野球における守備力を測るための指標である。ベースボール・インフォ・ソリューションズ社社長、ジョン・デュワン（John Dewan:スポーツデータ分析会社スタッツ社元社長）が考案し、著書『The Fielding Bible』（ISBN 978-0879462970）において発表した。これをさらに発展させたものとして、守備防御点が存在する。

## 算出方法
同一シーズンのすべての試合における特定のポジションの選手が処理（刺殺・補殺）したすべての打球の性質をビデオ映像などで把握し記録する。具体的には、球場のフィールド部分を数百のエリアに分割し、打球がどの程度の速度で、どのような軌道を描き、どのエリアに着地したか、などをそれぞれ記録する。
この結果、例えば「エリア○○に速度××、軌道△△の打球が飛んだ場合、あるシーズンの遊撃手たちはそのうち□□％の打球を適切に処理できた」といったことがわかる。これにより、特定のシーズンにおける各ポジションの野手の平均的な守備範囲というものを客観的に算出できるようになる。
特定の選手の守備成績を算出する場合には以下の手順に従う。
1. その選手が処理した打球と処理できなかった打球（守備機会とならなかったものも含む）を調べる。
2. 処理できた打球に関しては、1から平均処理率をひき（例:平均80％の打球を処理した場合、1－0.8＝0.2）、得点とする。
3. 処理できなかった打球に関しては、平均処理率をそのまま減点とする。同一ポジションで誰も処理できてない打球はすなわち減点0となる。

これらの合計点が選手の守備力を示す指標となる。得点が0の場合、平均的な守備力であり、プラスならば平均以上、マイナスならば平均以下の守備力となる。

## メリット
- 実際に奪ったアウトの個数を評価する

守備の第一の目的は失点を防ぐことであり、それに最も有効な手段はアウトを奪うことである。平均的な選手よりどれだけ多く実際にアウトにできたか・できなかったかを定量的に評価できる。
- 主観のある程度の排除

失策のような記録員の主観に左右されることが少ない。個々の打球が処理されるべきであったか否かを記録員の判断に委ねない。
- 積極的かつ堅実な守備がもっとも評価される

これまでの守備指標の大きな欠点は、打球個々の事情をまったく無視していることである。失策の場合、定位置真正面のゆるい打球を怠慢な守備で失策にしても、難しい打球を果敢に追い結果的に失策となっても、どちらも失策1としか記録されない。そのため、難しいと判断した打球はあえて取りに行かない消極的な選手は、失策数が増えないため守備率が高くなりやすい。さらに、緩慢な送球で内野安打にするなどしても守備率では減点にはつながらない。
一方、刺殺・補殺は、難しい打球を処理しても簡単な打球を処理しても刺殺または補殺が1としか記録されない。そのため、守備範囲は広くても簡単な打球の処理を誤る確実性の低い選手は数値が高くなりがちである。レンジファクターは刺殺・補殺から得る改良だが、チームのアウトのうちの個人の奪アウトの比率と言い換えられるので、チームメイトの守備力に依存してしまう。
プラス・マイナス・システムの場合、平均処理率の低い難しい打球の加点は大きく、減点は小さい。逆に平均処理率の高い簡単な打球は加点が小さく、減点は大きい。そのため、より広い守備範囲を持ち、なおかつ堅実な守備ができる選手がもっとも高い得点を得ることができる。

## デメリット
- 煩雑な手順

プラス・マイナス・システムの最大のデメリットは、算出方法がきわめて煩雑なことである。特定の選手を調べる場合、平均処理率を確定させるため、同一ポジションのすべての選手が処理したすべての打球について調べる必要がある。1つのポジションだけでも調べなければならない打球の数は膨大であり、個人で調査することは困難である。
- 捕手の守備力の判定に適さない

捕手の場合、守備機会の大半は三振によって記録される。バッテリーを組む投手に大きく依存してしまうため、守備力を適切に測ることができない。